# 佐賀県立白石高等学校
佐賀県立白石高等学校（さがけんりつ しろいしこうとうがっこう, 英: Saga Prefectural Shiroishi High School）は、佐賀県杵島郡白石町大字今泉と佐賀県杵島郡大町町大字大町の2か所に校舎を置く公立の高等学校。
通称「白石」（しろいし）または、「白高」（はっこう）。

## 概要
歴史
1917年（大正6年）に開校した「六角村立六角実科女学校」を前身とする。高等女学校、女子高等学校となった後、1949年（昭和24年）に男女共学となった。2018年（平成30年）に佐賀県立高校再編計画により佐賀県立杵島商業高等学校と統合され、2校舎体制をとっている。
校舎
- 普通科キャンパス（旧・佐賀県立白石高等学校）

〒849-1101 佐賀県杵島郡白石町大字今泉138
- 商業科キャンパス（旧・佐賀県立杵島商業高等学校）

〒849-2101 佐賀県杵島郡大町町大字大町2039
設置学科
全日制課程
- 普通科（普通科キャンパス、1学年あたり120名（3学級））
- 商業科（商業科キャンパス、1学年あたり40名（1学級））
- 情報ビジネス科（商業科キャンパス、1学年あたり40名（1学級））

校訓
「清明、自律、創造」
校章
2018年（平成30年）に制定。
校歌
2018年（平成30年）に制定。作詞は保岡直樹、作曲は徳永義昭による。歌詞は3番まであり、角番に校名の「白石高校」が登場する。
同窓会
「清明会」と称する。

## 沿革
高等女学校時代
- 1917年（大正6年）4月1日 - 「六角村立六角実科女学校」（修業年限3年）が開校。
  - 六角尋常高等小学校（現白石町立六角小学校）に併設される。
- 1923年（大正12年）4月1日 - 「六角村外七ヶ村[注 1]組合立白石実科女学校」と改称。
- 1927年（昭和2年）5月18日 - 「六角村外八ヶ村[注 2]組合立白石実業女学校」（修業年限4年）と改称。
- 1928年（昭和3年）9月1日 - 現在地に校舎が完成し、移転。
- 1931年（昭和6年）2月4日 - 「白石高等実業女学校」に改称。
- 1934年（昭和9年）6月8日 - 2年制専攻科の設置が許可される。
- 1937年（昭和12年）4月1日 - 県立移管により、「佐賀県立白石高等実業女学校」となる。
- 1946年（昭和21年）4月21日 - 「佐賀県立白石高等女学校」と改称。
- 1947年（昭和22年）4月 - 学制改革により、移行措置として高等女学校1・2年修了者を収容する新制中学校が併設される。
  - この中学校はあくまでも暫定的なもので、2・3年生のみの中学校であった。
- 1948年（昭和23年）3月31日 - 学制改革により、高等女学校が廃止され、新制高等学校に移行。

旧・佐賀県立白石高等学校
- 1948年（昭和23年）4月1日 - 学制改革に伴い、新制高等学校「佐賀県立白石高等学校」と改称。
  - 当初は女子高校であった。
  - 全日制課程（定員200名）と定時制課程（定員50名）を設置。
  - 旧・高等女学校より、併設中学校を継承。高等女学校に最後に入学した生徒たちを対象とした3年生だけの中学校であった。
- 1949年（昭和24年）
  - 3月31日 - 併設中学校を廃止。
  - 4月1日 - 男女共学とする。学区制を実施。
- 1953年（昭和28年）4月10日 - 江北分校（定時制）を設置。
- 1956年（昭和31年）10月5日 - 創立40周年を記念し、校歌を制定。
- 1957年（昭和32年）
  - 4月1日 - 本校定時制の募集を停止。
  - 9月1日 - 江北分校を佐賀県立佐賀商業高等学校へ移管[注 3]。
- 1968年（昭和43年）1月25日 - 体育館が完成。
- 1969年（昭和44年）3月3日 - 柔剣道場が完成。
- 1978年（昭和53年）8月31日 - 同窓会館「清明寮」を解体。
- 1982年（昭和57年）5月24日 - 学区を拡大。
- 1984年（昭和59年）4月20日 - 校訓を制定。
- 1985年（昭和60年）3月23日 - 同窓会館「清明会館」が完成。
- 1991年（平成3年）4月1日 - 男女制服をブレザーに改定。
- 1997年（平成9年）3月28日 - 新体育館が完成。
- 2007年（平成19年） - 創立90周年を迎えたが、この年に全国高校総体佐賀大会が開催されたため、記念式典は翌年に延期。
- 2008年（平成20年） - 創立90周年創立記念式典を挙行。

現・佐賀県立白石高等学校
- 2018年（平成30年）4月1日 - 佐賀県立杵島商業高等学校との統合により、（現）「佐賀県立白石高等学校」が設置される。
  - 旧・白石高等学校校舎を普通科キャンパス、旧・杵島商業高等学校校舎を商業科キャンパスとし、2校舎体制をとる。
  - 全日制課程 普通科、商業科、情報ビジネス科を設置。
  - 新校章および新校歌を制定。
  - 旧2校の募集を停止する。ただし、2017年（平成29年）4月に入学した生徒が卒業するまで、旧2校は存続される。
- 2020年（令和2年）3月31日 - 旧・佐賀県立白石高等学校および旧・佐賀県立杵島商業高等学校が閉校。

## 学校行事
3学期制をとっている。
1学期
- 4月 - 入学式、新入生宿泊研修、開校記念登山
- 5月 - 中間考査
- 6月 - 県高総体、ボランティア活動、期末考査
- 7月 - クラスマッチ（球技大会）、三者面談、夏季特課（補習）
- 8月 - 夏季特課、体験入学

2学期
- 9月 - 白高祭（はっこうさい、文化祭・体育祭）、ボランティア活動
- 10月 - 中間考査、芸術鑑賞会
- 11月 - 期末考査
- 12月 - クラスマッチ、三者面談、冬季特課

3学期
- 1月 - 冬季特課、大学入試センター試験、修学旅行
- 2月 - 県立高校入試（前期）、学年末考査
- 3月 - 卒業式、県立高校入試（後期）

## 部活動
部活動が盛んであり、なかでも陸上競技部は各種全国大会への出場も多い。特に2002年は3年生の高井和治、松瀬元太、田上貴之、友廣哲也と1万mで29分台前半という当時としては“超高校級”の記録を持つ4人を擁し、9月の日本海駅伝で西脇工業を最終区で逆転して優勝を果たすと、12月の都大路では普通の県立高校ながら優勝候補の一角に挙げられ、4区のエース高井が7人抜きを果たしての区間新、最終7区の田上も区間賞の走りを見せるなどして準優勝を果たした。その後4人はそれぞれ関東の大学に進学し全員が箱根駅伝の出場を果たした。またこれ以降、留学生のいない普通科だけの公立校で全国高校駅伝の表彰台に上った高校は表れていない。また、年が明けてのひろしま男子駅伝には高井（1区）、田上（4区）、友廣（5区）に加え、白石高出身で九電工所属の前田和浩（3区）、当時中学生で卒業後は白石高に進学する藤山修一（2区）が出場。藤山の区間賞を筆頭に全員が一桁台の順位で準優勝に貢献した。
運動部
- 野球部
- 陸上競技部[注 4]
- 剣道部
- バレーボール部
- バスケットボール部
- テニス部
- 弓道部
- サッカー部

文化部
- 新聞部
- 図書部
- 科学部
- 美術部
- 音楽部
- 家政部
- 茶道部
- JRC（Junior Red Cross）
- 放送部
- 書道部

## 著名な出身者
- 武富勝彦 - 農家
- 田島穣 - 実業家、三菱地所リアルエステートサービス社長、不動産流通経営協会副理事長
- 渕上隆信 - 政治家、福井県敦賀市長
- 前田和浩 - 陸上競技選手、男子長距離走・マラソン選手
- 松瀬元太 - 陸上競技選手、男子長距離走選手

## アクセス
- JR九州 長崎本線「肥前白石駅」

## 周辺
- 佐賀県立佐賀農業高等学校
- 白石町立六角小学校
- 白石町立六角保育園
- 六角郵便局